# Igreja Ortodoxa Russa Autônoma
A Igreja Ortodoxa Russa Autônoma (em inglês: Russian Orthodox Autonomous Church - ROAC; em russo: Российская православная автономная церковь - РПАЦ), até 1998 - Igreja Ortodoxa Russa Livre, é uma jurisdição ortodoxa não canônica de tradição russa. A ROAC se identifica como parte da Verdadeira Ortodoxia. Não é reconhecida por nenhuma das Igrejas Ortodoxas e não tem comunhão eucarística com elas. No Patriarcado de Moscou, na Igreja Ortodoxa Russa fora da Rússia e na mídia tem a designação de "Cisma de Susdália".
O início desta jurisdição foi estabelecido em abril de 1990, quando o clérigo do Patriarcado de Moscou, Arquimandrita Valentim (Rusantesove), foi admitido na Igreja Russa no Exterior (ROCOR) e começou a criar novas paróquias sob sua jurisdição, tendo recebido a ordenação de Bispo de Susdália em 1991. Em 1994, os Bispos Valentim (Rusantesove), Teodoro (Ginevski), Serafim (Zinchenco) e o clero e paróquias lideradas por eles se separam da ROCOR. Em 1998, o nome atual foi adotado. Os anos 2000 foram caracterizados por um enfraquecimento da ROAC e uma diminuição do número de paróquias e leigos devido a vários conflitos e cismas. Em 2009, teve início o processo de confisco das igrejas ortodoxas históricas, anteriormente transferidas para a ROAC. Esse processo terminou em 2019, quando a ROAC não contava com essas igrejas. Em 2015, o Metropolita Eulógio (Smirnov) afirmou: “Ultimamente, muitos voltaram ao seio da Igreja Ortodoxa. A divisão permaneceu, mas não é mais grande”.

## História
Em 1990, alguns membros sobreviventes da Igreja da Catacumba organizaram a Igreja Ortodoxa Russa Livre e reconheceram sua subordinação à Igreja Ortodoxa Russa no Exterior. Todas as propriedades da Igreja foram legalmente reconhecidas como pertencentes ao Patriarcado de Moscou e os desertores foram forçados a construir novos edifícios para se tornar uma comunidade religiosa autônoma. Em 1998, esta Igreja, que conta com aproximadamente 60 congregações na Federação Russa e nas ex-repúblicas soviéticas, mudou seu nome para Igreja Ortodoxa Russa Autônoma.
Em 2009, um Tribunal russo confiscou 13 templos em Susdália da ROAC. Em março de 2015, oficiais do serviço federal de oficiais de justiça retiraram duas relíquias de uma catedral da ROAC à força e as entregaram à Igreja Ortodoxa Russa.

## Primaz

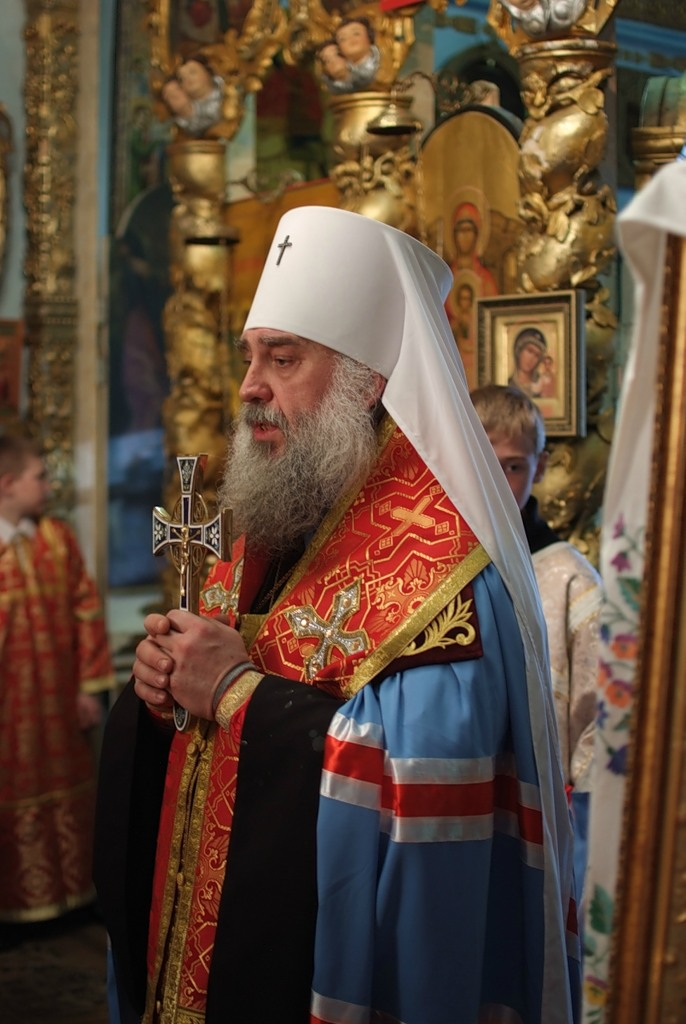
Metropolita Teodoro

O Primeiro Hierarca da Igreja Ortodoxa Russa Autônoma é Teodoro (Ginevski), Metropolita de Susdália e Vladimir, desde 2012.

## Estrutura
De acordo com o site relig.moscow, a ROAC em 2017 era composta por: 35 paróquias oficialmente registadas; 30 paróquias atuando como grupos religiosos; 20-30 paróquias ilegais ("catacumbas"); 10 bispos, 40 padres, 20 religiosas e cerca de 5 mil leigos.

## Episcopado
- Teodoro (Gineevski) - Metropolita de Suzdal e Vladimir;
- Timofey (Sharov) - Bispo de Orenburg e Kurgan;
- Irinarkh (Nonchin) - Bispo de Tula e Bryansk;
- Andrei (Maklakov) - Arcebispo de Pavlovsk e Rockland;
- Trofim (Tarasov)- Bispo de Simbirsk;
- Mark (Rassokha) - Bispo de Armavir e do Mar Negro.